# Euacidalia
Euacidalia là một chi bướm đêm thuộc họ Geometridae.

## Các loài
- Euacidalia brownsvillea Cassino, 1931
- Euacidalia nigridaria Cassino, 1931
- Euacidalia puerta Cassino, 1931
- Euacidalia quakerata Cassino, 1931
- Euacidalia sericearia Packard, 1873